# Marilynne Robinson
Pour les articles homonymes, voir Robinson.
Œuvres principales
- Gilead

Marilynne Robinson, née le 26 novembre 1943 à Sandpoint dans l'Idaho, est une femme de lettres américaine. Ses écrits traitent en particulier de la foi.  

## Biographie

### Enfance et formation
Marilynne Robinson naît en 1943 à Sandpoint, dans l’Idaho. Elle fait des études supérieures en littérature américaine. Elle obtient un baccalauréat universitaire, avec la mention magna cum laude, à l’université de Pembroke (l’ancien collège pour femmes de l'université Brown) en 1966. Elle est alors élue au Phi Beta Kappa. Elle poursuit ses études et décroche son doctorat à l'université de Washington en 1977 en rédigeant une thèse sur les œuvres de William Shakespeare,.

### Carrière

#### Littérature
En 1980, Marilynne Robinson publie son premier roman, Housekeeping, racontant l'histoire de deux sœurs, Ruth et Lucille, qui sont élevées par des proches dans la petite ville de Fingerbone (inspirée librement de la ville de Sandpoint dans l'Idaho) après le suicide de leur mère. Le livre reçoit le prix PEN/Hemingway du meilleur premier roman. En 1987, il est adapté au cinéma avec Christine Lahti dans le rôle de la tante des deux jeunes filles. En 2003, le Guardian Unlimited le nomme comme étant l'un des 100 plus grands romans de tous les temps. En 2006, le New York Times le nomme comme l'un des 25 meilleurs romans américains des 25 dernières années. 
Entre la parution de ses deux premiers romans, elle publie deux ouvrages, respectivement en 1989 et 1998 : Mother Country: Britain, the Welfare State, and Nuclear Pollution, un traité sur l'environnement (alimenté en partie par son séjour d'enseignement à Canterbury), et le recueil The Death of Adam: Essays on Modern Thought.
En 2004 parait son roman Gilead qui inaugure un cycle romanesque centré sur une ville de l'Iowa ainsi que sur la famille et les proches d'un pasteur presbytérien, Robert Boughton. Le thème de la foi et de la spiritualité est central dans l’ensemble du roman mais il évoque également l'amour, la perte et la condition humaine. Il traite aussi de la nature de la prédestination, un sujet cher à Jean Calvin. Le roman est enfin une autobiographie du révérend John Ames, un pasteur congrégationaliste mourant de la ville de Gilead, et est composé des lettres de ce dernier destinées à son fils de sept ans. L’un des points centraux du livre est la relation de John Ames avec son meilleur ami, le pasteur Robert Boughton, et leurs familles respectives. Il est acclamé par la critique et remporte le National Book Critics Circle Award en 2004 ainsi que le prix Pulitzer en 2005,. Il est qualifié de « belle œuvre, exigeante, grave et lucide » par le célèbre critique du New York Times James Woods. Le président Barack Obama confiera à la fin de sa présidence à Marilynne Robinson que l’un de ses « personnages de fiction préférés est un pasteur de Gilead, dans l’Iowa, nommé John Ames, qui est gracieux et courtois, et un peu confus quant à la manière de concilier sa foi avec toutes les diverses épreuves que traverse sa famille. ». 
Ce cycle se poursuit avec les romans Chez nous (Home, Los Angeles Times Book Prize 2008 et Prix Orange pour la fiction 2009), Lila et enfin Jack, paru en 2022, également tous traduits en français,,. Chez nous n'est pas une suite car l'histoire se déroule en même temps que celle de Gilead et est racontée du point de vue de la famille Boughton. En 2023, Martin Scorcese révèle qu'il développe une adaptation de Home avec Todd Field et Kent Jones,.
En 2024, elle publie un essai, Reading Genesis, dans lequel elle éclaire la manière dont la Genèse est un paradigme pour le reste de la Bible et « une méditation sur le problème du mal ».

#### Enseignement et journalisme
Marilynne Robinson enseigne d'abord dans de nombreuses institutions, dont l’université du Kent en Angleterre, l’Amherst College et l’université du Massachusetts.
Puis, à partir de 1991, pendant vingt-cinq ans, elle est enseignante à l'université de l'Iowa,. Elle dispense les cours de Creative Writing et aura notamment pour élève Ayana Mathis. Elle la mettra en contact avec un agent qui vendra rapidement son livre à Knopf, The Twelve Tribes of Hattie, sorti en 2013. Elle prend sa retraite en 2016.
Elle écrit en outre de nombreux articles, critiques et essais dans Harper's Magazine, The Paris Review ou encore The New York Review of Books,.

### Positions
Élevée dans la foi presbytérienne, elle devient ultérieurement membre de l'Église congrégationaliste et s'intéresse de près à la pensée de Jean Calvin.
Dans deux numéros de novembre 2015, le magazine The New York Review of Books publie une conversation en deux parties entre le président Barack Obama et Marilynne Robinson sur l'histoire américaine et le rôle de la foi en société,. Le Président affirmera que les livres de cette dernière l'ont changé. 

### Vie privée
Mère de deux fils, elle vit en France puis dans le Massachusetts avant de divorcer de son mari Fred, universitaire comme elle, en 1989. Elle habite désormais dans le nord de l’État de New York.

## Récompenses
Elle est classée parmi les 100 personnalités les plus influentes par le magazine Time. Son nom figure sur la liste des prétendants probables au Prix Nobel de littérature.
Elle est lauréate des plus prestigieux prix littéraires américains dont le Prix Pulitzer de la fiction et le National Book Critics Circle Award en 2004 et 2005 pour son roman Gilead.
Elle obtient également le prix américain en sciences humaines, National Humanities Medal. Il lui est décerné en 2012 par Barack Obama. 
En 2013, elle remporte le Prix Park Kyung-ni.
En 2016, elle reçoit le prix de la bibliothèque du Congrès pour la fiction américaine, qui couronne l'ensemble de son œuvre ainsi que le prix Richard C Holbrooke qui récompense ses travaux consacrés au « pardon, au caractère sacré de la créature humaine et au plaisir d'être en vie »,,.
En 2021, les quatre romans de Gilead (dont Chez nous, Lila et Jack ) sont sélectionnés pour le Oprah's Book Club. 

## Œuvre

### Romans
- Housekeeping (1980) Publié en français sous le titre La Maison de Noé, traduit par Robert Davreu, Paris, Albin Michel , coll. « Les grandes traductions », 1983  (ISBN 2-226-01520-5) ; réédition sous le titre La maison dans la dérive, Genève, Éditions Metropolis, coll. « Les oublié-eé-s », 2002  (ISBN 2-88340-128-4) ; réédition sous le titre La Maison de Noé, Arles, Actes Sud, coll. « Babel » no 1354, 2015  (ISBN 978-2-330-05668-1)
- Gilead (2004) Publié en français sous le titre Gilead, traduit par Simon Baril, Arles, Actes Sud, coll. « Lettres anglo-américaines », 2007  (ISBN 978-2-7427-7143-1) ; réédition, Arles, Actes Sud, coll. « Babel » no 1296, 2015  (ISBN 978-2-330-04343-8)
- Home (2008) -  Prix Orange pour la fiction (Orange Prize for Fiction) 2009 Publié en français sous le titre Chez nous, traduit par Simon Baril, Arles, Actes Sud, coll. « Lettres anglo-américaines », 2009  (ISBN 978-2-7427-8548-3) ; réédition, Arles, Actes Sud, coll. « Babel » no 1394, 2016  (ISBN 978-2-330-06441-9)
- Lila (2014) Publié en français sous le titre Lila, traduit par Simon Baril, Arles, Actes Sud, coll. « Lettres anglo-américaines », 2015  (ISBN 978-2-330-04340-7)
- Jack (2022)

### Essais
- Mother Country: Britain, the Welfare State, and Nuclear Pollution (1989)
- The Death of Adam: Essays on Modern Thought (1998)
- Absence of Mind: The Dispelling of Inwardness from the Modern Myth of the Self (2010)
- When I Was a Child I Read Books (2012) Publié en français sous le titre Quand j’étais enfant, je lisais des livres, traduit par Simon Baril, Arles, Actes Sud, coll. « Lettres anglo-américaines », 2016  (ISBN 978-2-330-05797-8)
- The Givenness of Things: Essays (2015)
- Reading Genesis (2024)